# San Luis (Batangas)
Pour les articles homonymes, voir San Luis.
San Luis (en tagalog : Bayan ng San Luis) est une municipalité de la province de Batangas, au sud-est de l’île de Luçon, aux Philippines.
Lors du recensement de 2020, sa population s'élève à 36 172 habitants.

## Géographie
San Luis est bordée à l'ouest par la baie de Balayan (en).
D'une superficie totale de 42,56 kilomètres carrés, elle est divisée administrativement en 26 barangays : 
- Abiacao
- Bagong Tubig
- Balagtasin
- Balite
- Banoyo
- Boboy
- Bonliw
- Calumpang
- Calumpang East
- Dulangan
- Durungao
- Locloc
- Luya
- Mahabang Parang
- Manggahan
- Muzon
- San Antonio
- San Isidro
- San Jose
- San Martin
- Santa Monica
- Taliba
- Talon
- Tejero
- Tungal
- Poblacion

## Histoire
San Luis fait partie historiquement de Taal ; elle devient une ville indépendante le 25 août 1861 ; cependant, en 1904, en raison de faibles revenus, elle est de nouveau rattachée à Taal, tous les barrios existants conservant leur nom, tandis que le centre ville (poblacion) retrouve son nom de l'époque espagnole, Balibago. Le 2 février 1918, San Luis est rétabli en tant que municipalité indépendante. En 1961, les barrios de Pacifico et de Sampa sont séparés de San Luis et annexés à la nouvelle municipalité de Santa Teresita.
Une hypothèse sur la raison pour laquelle la ville s'appelle San Luis est qu'elle a été fondée lors de la fête de Saint Louis.
| 1903 | 1918 | 1939 | 1948 | 1960  | 1970  | 1975  | 1980  | 1990  | 1995  | 2000  | 2007  | 2010  | 2015  | 2020  |
| ---- | ---- | ---- | ---- | ----- | ----- | ----- | ----- | ----- | ----- | ----- | ----- | ----- | ----- | ----- |
| 5316 | 6278 | 8464 | 9330 | 12290 | 15133 | 16884 | 17991 | 22143 | 26423 | 26924 | 29645 | 30701 | 33149 | 36172 |

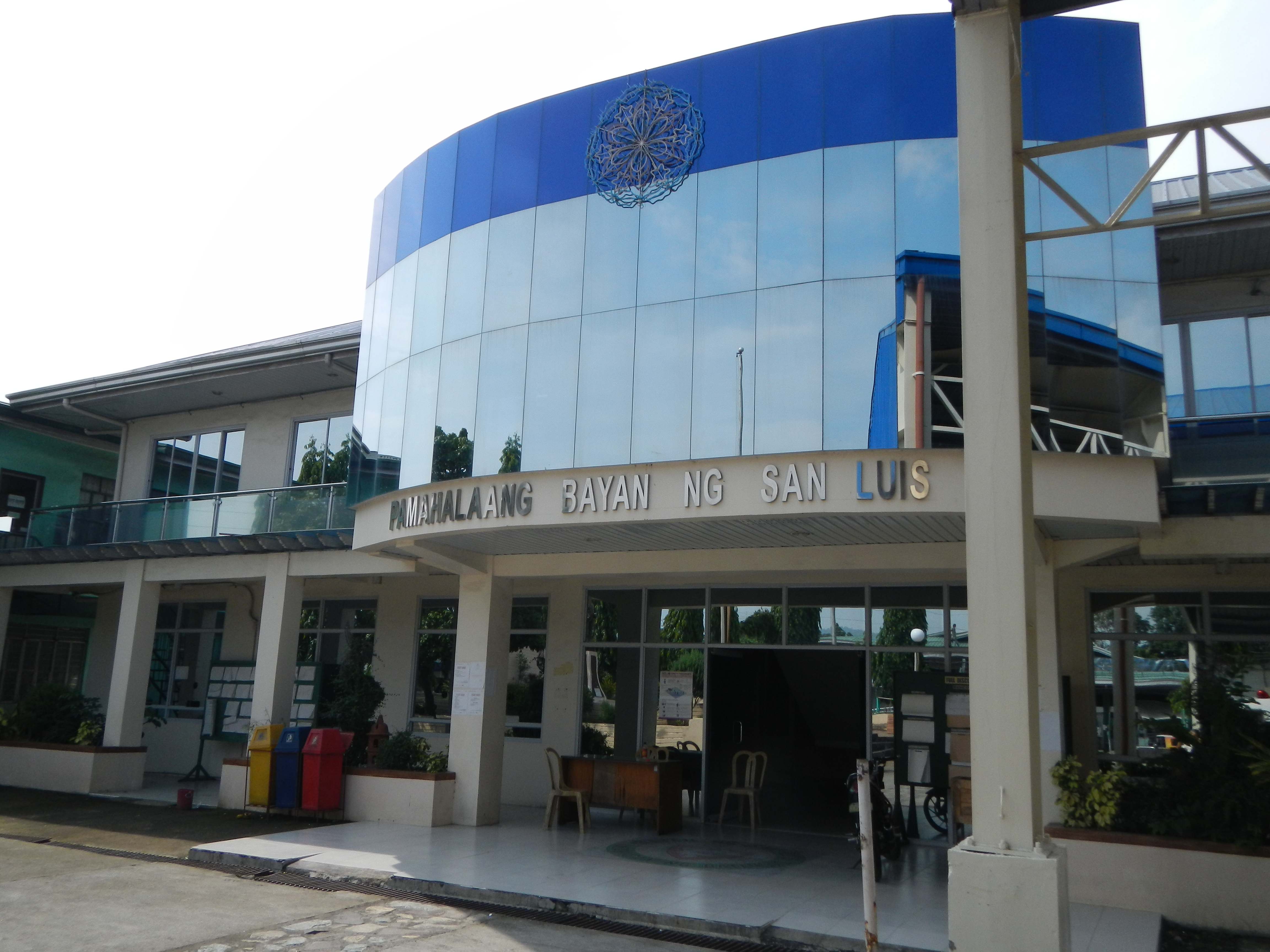
Mairie de San Luis.
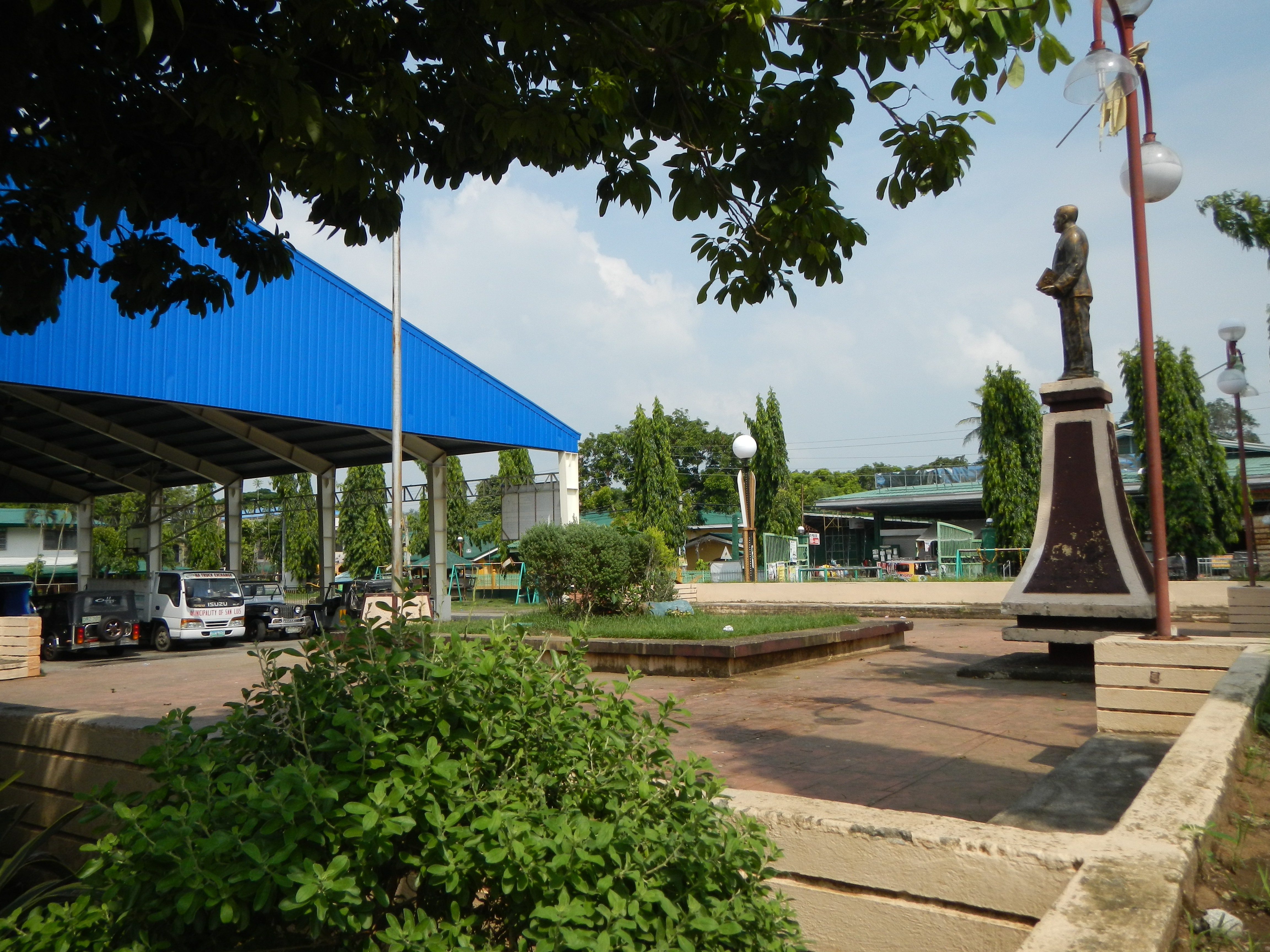
Place centrale, avec la statue de Ramón Diokno (1886-1954), membre de la Cour suprême des Philippines.
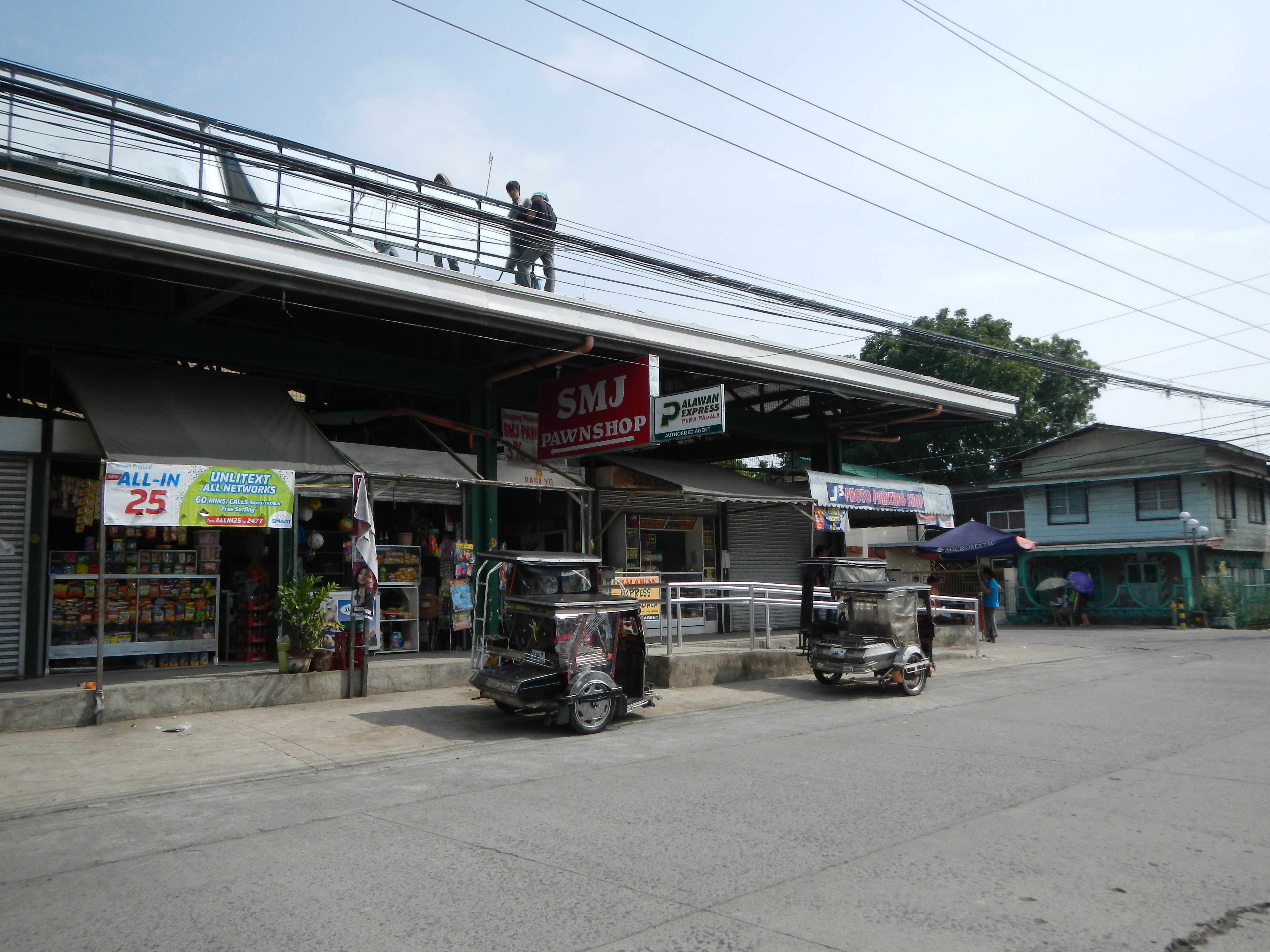
Marché central.
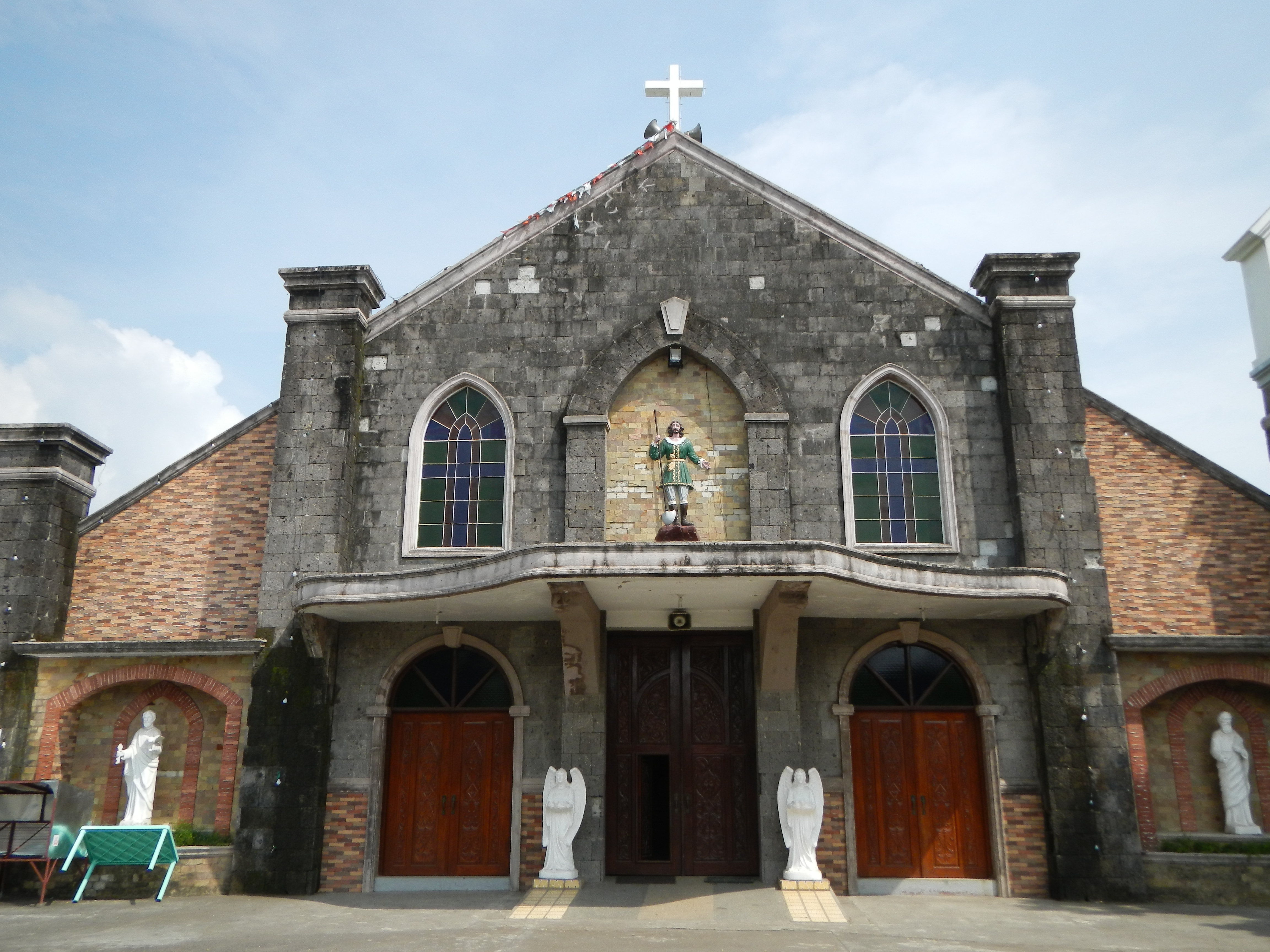
Église paroissiale San Isidro.
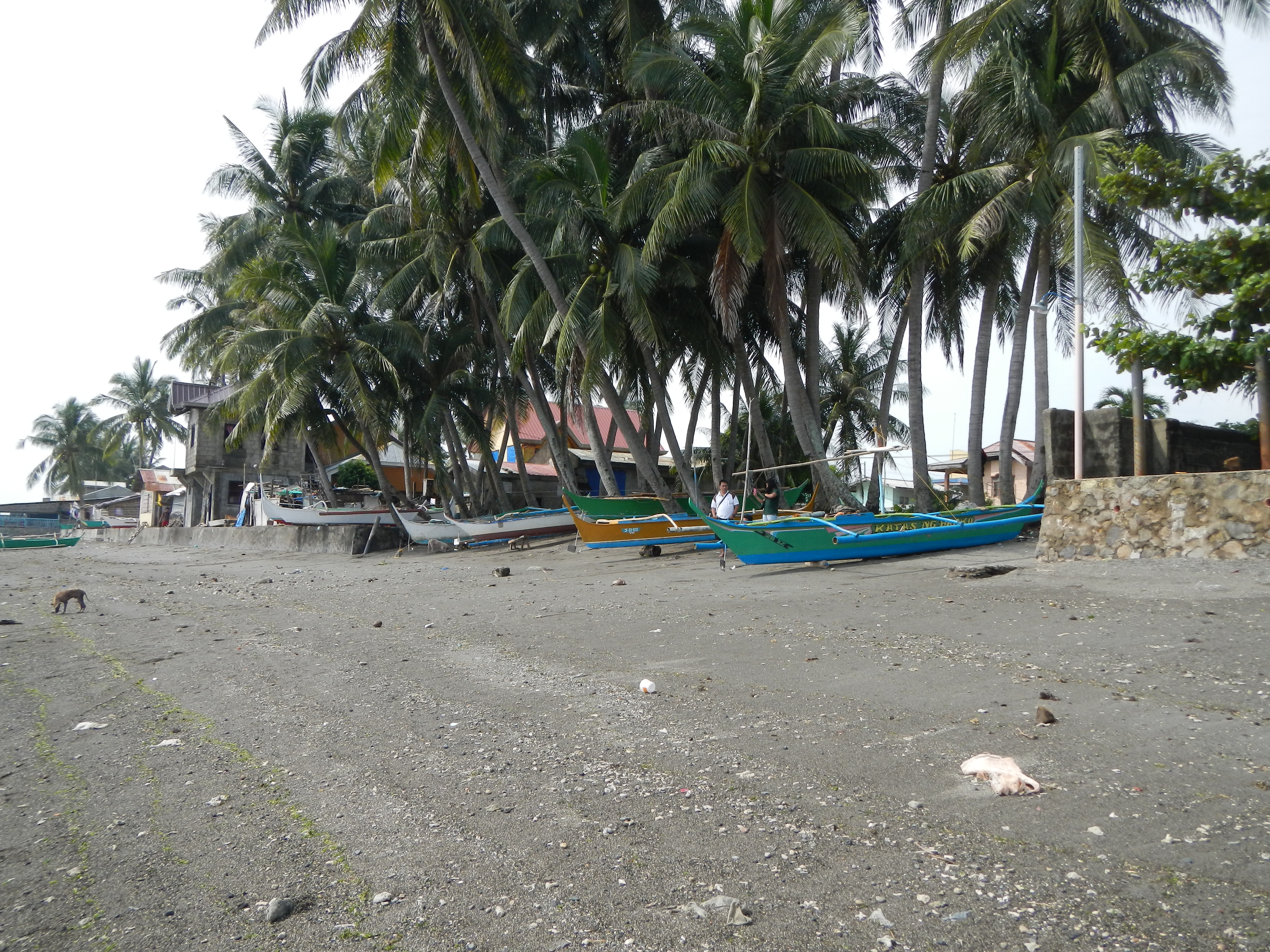
Plage de San Luis.